# Totenfrau - La signora dei morti
Totenfrau - La signora dei morti (Totenfrau) è una serie televisiva austro-tedesca, prodotta da Barry Films e Mona Film e trasmessa nel 2022 dall'emittente ORF 1 e a livello mondiale in streaming sulla piattaforma Netflix dal 5 gennaio 2023. La serie, basata sull'omonimo romanzo di Bernard Aichner, ha per protagonista l'attrice Anna Maria Mühe.
Della serie sono andate in onda due stagioni, per un totale di 12 episodi (6 per stagione): il primo episodio venne trasmesso in prima visione su ORF 1 il 7 novembre 2022. La seconda stagione sarà trasmessa per la prima volta in doppi episodi su ORF1 a partire dal 24 febbraio 2025 , e sarà inclusa nel programma Netflix il 19 marzo 2025. 

## Trama
Brunhilde Blum è una donna sulla quarantina che gestisce in un paesino di montagna del Tirolo l'impresa di pompe funebri lasciatele in eredità dai genitori adottivi e che vive assieme al marito Mark Thaler, di professione poliziotto, al suocero Karl e ai figli Nela e Tim.
Una mattina, Mark, che aveva l'abitudine di recarsi al lavoro a bordo di una moto sportiva, viene investito mortalmente davanti a casa e sotto gli occhi della moglie da un SUV pirata.
Quello che sembrava essere a prima vista un incidente, si rivela dopo le prime indagini un atto intenzionale. Blum inizia così a indagare sulla morte del marito.
La svolta delle indagini arriva quando Blum incontra Dunja, una giovane di origine balcanica che si era messa in contatto con Mark e al quale aveva raccontato di essere entrata in Austria illegalmente e di essere poi però finita immediatamente nelle mani di un gruppo di torturatori mascherati, ai, quali, a differenza di altre ragazze meno fortunate di lei, era sfuggita per miracolo. Blum si mette così a caccia del responsabile della morte del marito, venendosi poi a trovare nelle condizioni di dovere eliminare uno a uno i componenti del gruppo di torturatori (a cominciare da Edwin Schönborn, un fotografo figlio della donna più ricca e influente del posto, Johanna Schönborn): il suo lavoro le viene poi in aiuto per sbarazzarsi di alcuni dei cadaveri.

## Episodi
| Stagione         | Puntate | Prima TV Austria | Prima TV Italia |
| ---------------- | ------- | ---------------- | --------------- |
| Prima stagione   | 6       | 2022             | 2023            |
| Seconda stagione | 6       | 2025             | 2025            |

## Personaggi e interpreti
- Brunhilde Blum, interpretata da Anna Maria Mühe (ep. 1-6)[8].
- Reza, interpretato da Yousef Sweid (ep. 1-12)[8]. Rifugiato siriano, è il collaboratore di Blum nell'impresa di pompe funebri da lei gestita.
- Massimo Ricci, interpretato da Felix Klare (ep. 1-6)[8]. È un poliziotto, collega e amico di Mark, il marito di Blum.
- Karl Thaler, interpretato da Hans Uwe Bauer (ep. 1-6)[8]. È il suocero di Blum.[8].
- Nela Thaler, interpretata da Emilia Pieske (ep. 1-12)[8]. È la problematica figlia adolescente di Blum.[8].
- Tim Thaler, interpretato da Lilian Rosskopf (ep. 1-12)[8]. È il figlio più piccolo di Blum.[8]. È diabetico.
- Mark Thaler, interpretato da Maximilian Kraus (ep. 1) È il marito di Blum.[8].
- Johanna Schönborn, interpretata da Michou Friesz (ep. 1-12). È la proprietaria della funivia che ha in progetto di collegare le funivie di due comprensori sciistici.

## Distribuzione
Sull'emittente ORF vennero trasmessi due episodi della serie in prima visione nelle serate del 7, 10 e 14 novembre.  Sulla piattaforma Netfilx, la serie è stata distribuita con i seguenti titoli:
- Totenfrau (titolo originale in tedesco)
- Woman of the Dead (titolo internazionale, in inglese)[7]
- Totenfrau - La signora dei morti (titolo in italiano)

## Premi e nomination
- 2023: Candidatura al Premio Romy Schneider ad Anna Maria Mühe come attrice preferita in una serie TV[10]